# Kim-Arild Tandberg
Kim-Arild Tandberg (* 4. März 1986) ist ein ehemaliger norwegischer Skispringer.

## Werdegang
Tandberg, der für Vikersund IF startete, kam 2002 in den norwegischen B-Kader und startete im August 2002 erstmals im Skisprung-Continental-Cup. Im März 2003 gelang ihm in Stryn zweimal der Sprung in die Punkteränge, was für ihn für die Saison 2002/03 Rang 158 der Gesamtwertung bedeutete. Tandberg schaffte jedoch nicht den Sprung in den A-Kader und startete auch nur in seinem Heimatland vorerst im Continental Cup. Zudem kam er auch im FIS-Cup zum Einsatz.
Bei den Norwegischen Sommermeisterschaften 2004 in Rælingen sicherte er sich von der Normalschanze seinen ersten und einzigen nationalen Titel vor Tom Hilde und Kim René Elverum Sorsell. Bei den Norwegischen Nordischen Skimeisterschaften 2005 in Lillehammer gewann er gemeinsam mit Tommy Egeberg, Jan Ottar Andersen und Ole Kristian Ramstad als Team Buskerud die Silbermedaille im Teamwettbewerb. Im Sommer 2006 gewann er Silber hinter Gard Sandholt.
Am 8. Oktober 2006 erreichte er als Dritter beim FIS-Cup in Einsiedeln sein bestes Karriereresultat in dieser Serie und sprang zudem das einzige internationale Springen außerhalb von Norwegen. Im Dezember 2007 kam er noch einmal beim FIS-Cup in Notodden zum Einsatz und bestritt mit beiden Springen, die er als jeweils 13. beendete seine letzten internationalen Springen. Einige Zeit war er noch auf nationaler Ebene aktiv und sprang dabei im Norges Cup.
Neben der Skisprungkarriere spielte Tandberg in den 2000er Jahren einige Zeit für die zweite Mannschaft von Geithus IL Fußball.

## Erfolge

### Continental-Cup-Platzierungen
| Saison  | Platz | Punkte |
| ------- | ----- | ------ |
| 2002/03 | 158.  | 18     |